# Svizzera ai I Giochi olimpici invernali
La Svizzera partecipò ai I Giochi olimpici invernali, svoltisi a Chamonix dal 25 gennaio al 5 febbraio 1924, aggiudicandosi due medaglie d'oro e una medaglia di bronzo.

## Medagliere

### Per discipline
| Sport                 | Oro | Argento | Bronzo | Totale |
| --------------------- | --- | ------- | ------ | ------ |
| Bob                   | 1   | 0       | 0      | 1      |
| Pattuglia militare    | 1   | 0       | 0      | 1      |
| Pattinaggio di figura | 0   | 0       | 1      | 1      |
| Totale                | 2   | 0       | 1      | 3      |

### Medaglie
| Medaglia | Atleta                                                         | Sport                 | Evento                         |
| -------- | -------------------------------------------------------------- | --------------------- | ------------------------------ |
| Oro      | Eduard Scherrer Alfred Neveu Alfred Schläppi Heinrich Schläppi | Bob                   | Bob a quattro maschile         |
| Oro      | Denis Vaucher Anton Julen Alfons Julen Alfred Aufdenblatten    | Pattuglia militare    | -                              |
| Bronzo   | Georges Gautschi                                               | Pattinaggio di figura | Pattinaggio di figura maschile |